# Villanueva de los Infantes (Ciudad Real)
Villanueva de los Infantes è un comune spagnolo di 5 373 abitanti situato nella comunità autonoma di Castiglia-La Mancia. Il comune, vicino al confine meridionale della regione della Mancia e distante 54 km da Alcaraz, fa parte della provincia di Ciudad Real, dalla quale dista 92 km.
È il capoluogo di distretto giudiziale e della comarca di Campo de Montiel. La sua economia si basa sull'agricoltura, sull'allevamento del bestiame, sui servizi e sull'artigianato. Il vino prodotto nelle sue vigne gode della denominazione di origine protetta di Vino de la Mancha. Tipico è l'artigianato del ferro battuto, della coltelleria, dei mobili di legno, e della confezione di oggetti con canna palustre, sparto, vinco, fibre vegetali, pelle e cuoio. Il centro storico è stato dichiarato nel 1974 Conjunto historico artistico.

## Storia
Dai ritrovamenti archeologici dei dintorni del paese si evince che nella zona vi furono insediamenti umani nell'età del rame e in quella del bronzo. I primi popoli stanziali furono gli Iberi, a cui successero i Romani e i Visigoti. 
Agli inizi del secolo VIII la zona fu occupata dai Musulmani e il villaggio romano, situato dove ora si trova Villanueva, fu distrutto e poi ricostruito dagli Arabi, che gli diedero il nome di Jamila. Essendo questo nome di origine ebraica si pensa che vi fosse una comunità di famiglie giudee. Nel 1212, con la battaglia di Las naves de Tolosa, il re di Castiglia Alfonso VIII sconfisse gli Almohadi e pose fine alla dominazione araba nella Mancha. Da documenti dell'epoca, nel 1245 Jamila risulta appartenente all'Ordine di Santiago. Date le caratteristiche non buone del terreno la popolazione si trasferì in una località detta La Moraleja, villaggio dipendente da Montiel, paese vicino e capoluogo medievale del Campo de Montiel. Agli inizi del Cinquecento a Moraleja la popolazione aumentò molto, superando Montiel, sicché il Maestro dell'Ordine di Santiago Enrico, infante di Aragona, fu indotto a renderla indipendente, concedendole nel 1421 il titolo di Villa e il Fuero (statuto con la determinazione dei confini territoriali, privilegi ed obblighi nei confronti della Corona). Per riconoscenza a lui e ai fratelli don Juan e don Pedro, infanti di Aragona, la Villa assunse il nome attuale di Villanueva de los Infantes.
Successivamente la città continuò a crescere, contando 5 000 abitanti a metà del Cinquecento. Il re Filippo II nel 1573 la proclamò capitale amministrativa ed ecclesiastica della comarca del Campo de Montiel e capitale del governo dell'Ordine di Santiago.
Nel Seicento Villanueva fu il centro spirituale, culturale, ed artistico della Mancha, succedendo ad Alcaraz che lo era stato precedentemente. A Villanueva risiedettero o sostarono personalità di grande rilievo del Secolo d'oro della Spagna, come l'umanista Bartolomé Jiménez Patón, il pittore Francisco Cano, San Tommaso di Villanova e i grandi della letteratura spagnola Miguel de Cervantes, Francisco de Quevedo (che qui morì nel 1645) e Lope de Vega.
Nel 1810, durante le guerre d'indipendenza, Villanueva fu occupata dalle truppe francesi, che furono cacciate un anno e mezzo dopo. Vi si installò la Junta Superior de la Mancha, che proclamò nel 1812 la prima costituzione spagnola della provincia. Nel 1895 la reggente di Spagna Maria Cristina concesse a Villanueva il rango di Città.

## Monumenti
- Plaza Mayor, suggestiva piazza circondata da palazzi del Settecento, dalla chiesa parrocchiale e dalla sede comunale.
- Iglesia Parroquial de San Andrés, chiesa tardogotica del Cinquecento.
- Hospital de Santiago, del Cinquecento.
- Casa del Arco, del Seicento.
- Convento de San Domingo, del Seicento in cui si conserva la cella dove morì de Quevedo.
- Casa del Caballero del Verde Gabàn, del Seicento, descritta da Cervantes nella seconda parte del Don Chisciotte.
- Ayuntamiento, del Settecento.

## Dintorni
A 6 km Fuenllana, con un castello medievale.
A 18 km Almedina, con la chiesa di Santa Magdalena.
A 18 km Torre de Juan Abad, di cui fu signore de Quevedo dal 1621; ha una maestosa chiesa parrocchiale e l'Ermita de Nuestra Señora de la Vega, fondata dai templari nel Duecento e la Casa Museo de Francisco Quevedo.
A 25 km Puebla del Príncipe, con un Torrione-fortezza del Duecento, la Chiesa parrocchiale della Asuncion del Cinquecento e giacimenti archeologici dell'età del bronzo.
A 25 km Abaladejo, con i resti di un villaggio e di un castello romani.
A 30 km Valdepeñas, rinomato centro vinicolo; nella sua piazza principale ci sono case porticate dipinte a vivaci colori e la chiesa della Asuncion, fondata dall'Ordine di Calatrava; su un vicino colle, di nome Cerro de la Cabeza, si trova il giacimento archeologico di un villaggio iberico del VI secolo a.C.
A 40 km Parque natural de las Lagunas de Ruidera, zona umida che contrasta col clima secco della Mancha, molto interessante dal punto di vista naturalistico e paesaggistico. Le lagune dalle quali nasce il fiume Guadiana sono formate da quindici laghi comunicanti fra loro, per una estensione di circa 25 km.

## Feste
Come in tutte le altre località spagnole, le feste sono numerose religiose e profane nello stesso tempo. Oltre alla Semana Santa che si svolge secondo il rituale e le feste che la caratterizzano ovunque in Spagna, si hanno le feste di San Anton il 17 gennaio, di San Sebastiàn il 20 dello stesso mese, la Candelaria il 2 febbraio e la Fiesta de San Blas nello stesso mese, il Carnaval (con feste pubbliche terminanti l'ultimo giorno con l'Entierro de la sardina), San Marcos (festa del Santo celebrata il 25 aprile), Mayo a las Damas il 30 aprile (in cui un gruppo di musici vestiti in costume canta le lodi davanti alle case delle ragazze prescelte ed è poi accolto in casa, dove vengono offerti dolci e vino), Cruces de Mayo il 2 maggio (quando nei diversi quartieri vengono allestite alte croci ornate di fiori e piante attorno alle quali si svolgono poi musiche e danze), San Isidro il 15 maggio (si celebra con gare di aratura, di abilità con i trattori e di lancio del vomere, seguite da un pellegrinaggio all'Ermita de San Isidro con carrozze decorate e cavalli), San Pedro il 29 giugno, San Cristobal il 19 luglio (con sfilate di carri e veicoli decorati che vengono poi benedetti, in agosto Romeria alla santuario de la Virgen de la Antigua, dal 26 al 30 agosto la Feria  (fiera) annuale e le feste nelle frazioni del comune), il Certamen internacional de Poesia de la Orden Literaria Francisco de Quevedo, Fiestas de la Virgen de la Antìgua l'8 settembre, Cristo de Jamila il 14 settembre, San Tomàs de Villanueva il 18 settembre, Santo Tomasiello in settembre, San Miguel il 29 settembre, Subasta de la Virgen l'ultima o penultima domenica di settembre, Todos los Santos il 1º novembre e San Andrés il 30 novembre.